# Kroatiens riksvapen
Kroatiens riksvapen, formellt Republiken Kroatiens riksvapen (kroatiska: Grb Republike Hrvatske), är Kroatiens officiella heraldiska vapen. Riksvapnet är en nationalsymbol och ingår bland annat i Kroatiens flagga. Den moderna utformningen av statsvapnet gjordes av formgivaren Miroslav Šutej och antogs år 1990. Den bygger på Kroatiens och kroaternas historiska symbol, en schackrutemönstrad röd-vit sköld som troligtvis använts av kroatiska regenter sedan 900-talet. Den stiliserade kronan som kröner det stora vapnet har fem mindre historiska vapen varav fyra representerar olika delar av landet. I Kroatiens kallas riksvapnet i folkmun för šahovnica (schackbräde) som kommer från det kroatiska ordet för schack, šah.

## Blasonering
Kroatiens statsvapen består av ett stort huvudvapen och en stiliserad krona bestående av fem mindre vapen. Huvudvapnet består av en schackrutemönstrad sköld med 25 fält (rutor), 13 röda och 12 vita (silvriga) fält, med det att det första fältet (rutan) högst upp i det vänstra hörnet är röd. Den stiliserade kronan som kröner det stora huvudvapnet har fem toppar och löper i en mjuk båge från huvudvapnets vänstra hörn till dess högra hörn. Kronan består av fem historiska vapen som avbildas i följande ordning från vänster till höger: det äldsta kända kroatiska vapnet, republiken Dubrovniks vapen, Dalmatien, Istrien och Slavonien. Proportionerna mellan fälten (rutorna) i huvudvapnet och höjden på vapnen i kronan är 1:2,5 medan proportionerna mellan bredden på fälten (rutorna) och de mindre vapnen är 1:1. Huvudvapnet och dess krona är inramad med en röd linje. 

## Vapnen i kronan
- Det äldsta kända kroatiska vapnet. Vapnet har en gul (guldfärgad) sexuddig stjärna som symboliserar morgonstjärnan och en vit (silverfärgad) nymåne som står mot en blå bakgrund.
- Dubrovniks traditionella vapen härrör från tiden för republiken Dubrovnik då staden var en oberoende stadsstat. Vapnet har två röda ränder mot mörkblå bakgrund.
- Dalmatiens traditionella vapen har tre gula (guldfärgade) krönta leopardhuvuden mot blå bakgrund. Detta vapen har en gång i historien representerat hela Kroatien men anses numera vara en symbol för Dalmatien.
- Istriens traditionella vapen består av en gul (guldfärgad) get med röda horn och hovar. Geten står mot en mörkblå bakgrund och är alltid vänd åt den heraldiska högern.
- Slavoniens traditionella vapen har två vita (silverfärgade) ränder som ibland sägs symbolisera de två floder, Drava och Sava, som omsluter landsdelen. Mellan de vita ränderna finns ett rött fält med en mård (kroatiska: kuna) som för övrigt är namnet på Kroatiens nationella valuta. I övre delen finns en gul (guldig) sexuddig stjärna som står mot en blå bakgrund.

## Legenden om "Šahovnican"
Det finns en legend om hur Kroatiens mönster blev schackrutigt. Enligt denna legend tillfångatogs den kroatiske kungen Stjepan Držislav (ibland sägs det att det var kungens äldste son Svetoslav Suronja) av den venetianske dogen Pietro II Orseolo (kroatiska: Petar II Orseolo) efter ett sjöslag. Kungen fördes till republiken Venedig. Pietro visste att kung Držislav var en mycket skicklig schackspelare och utmanade honom därför. Pietro förklarade att om Držislav kunde vinna tre partier schack i rad mot honom så skulle han låta honom gå fri och landet skulle bli fritt. Men om han förlorade ett enda parti då skulle han hållas fängslad för resten av livet. Kungen vann alla tre partier och han fick gå fri med sitt land i behåll. För att hedra detta minne satte han in ett schackbräde i sitt vapen.

## Galleri

Šahovnica (svenska: “schakbrädet”) är den traditionella symbolen för Kroatien och kroaterna.
Riksvapnet för Sankt Stefanskronans länder inom Österrike-Ungern 1868-1918.
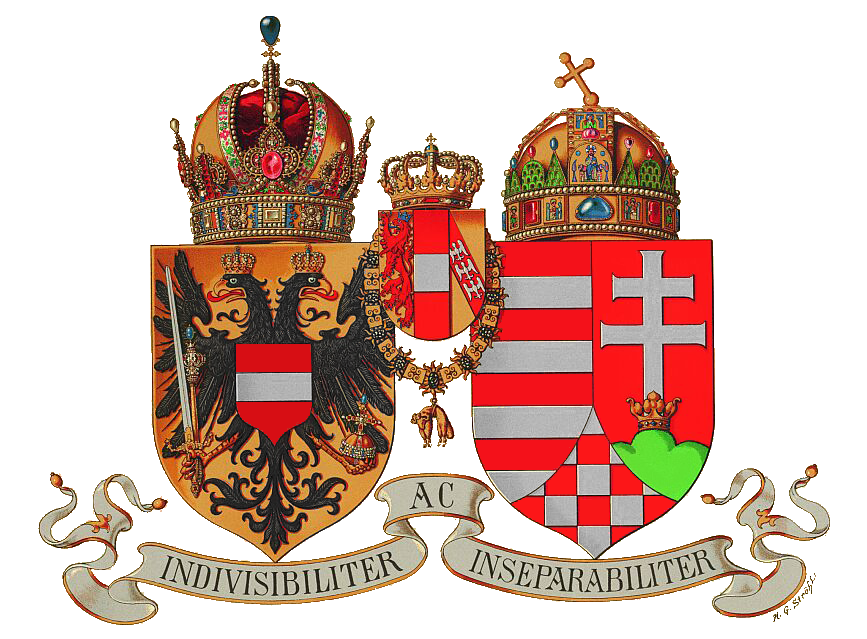
Österrike-Ungerns lilla riksvapen 1915-1918.
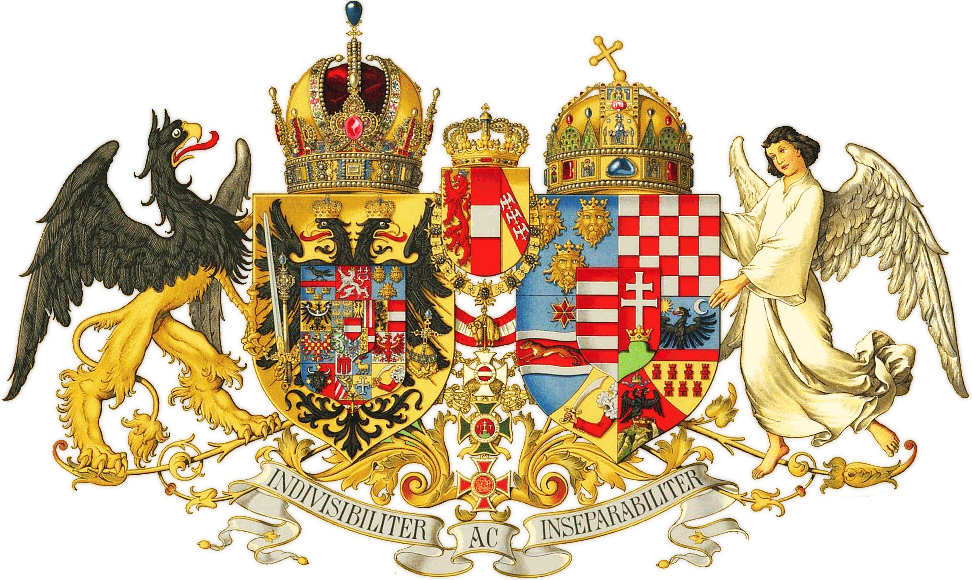
Österrike-Ungerns stora riksvapen 1915-1918.
Kungariket Jugoslaviens riksvapen (1918-1941).
Den Oberoende staten Kroatiens vapen (1941-1945).
Folkrepubliken Kroatiens (1945-1963) och den Socialistiska republiken Kroatiens emblem (1963-1990) då Kroatien tillhörde Jugoslavien
Kroatiens nuvarande vapen antogs 1990.

### Fotnoter
1. 1 2 3  Propisi.hr Arkiverad 7 januari 2015 hämtat från the Wayback Machine. (kroatiska)